# Liste des cantons du Var

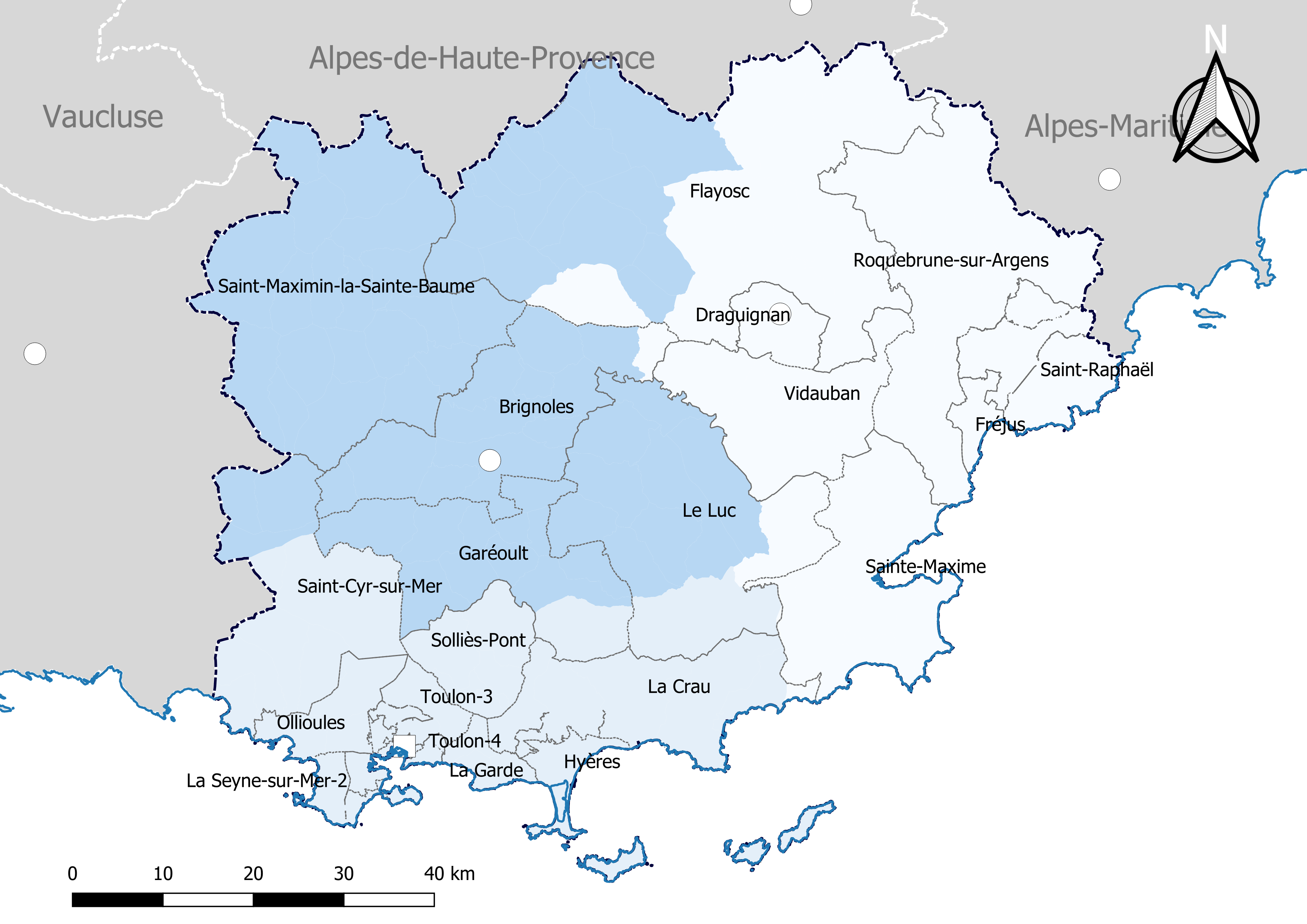
Découpage cantonal du département du Var, avec en surimpression les arrondissements (en nuances de bleu). Carte arrêtée au 1er janvier 2019.

Le département du Var compte 23 cantons depuis le redécoupage cantonal de 2014 (43 cantons auparavant).

## Histoire

### Découpage cantonal de 1997 à 2015
Liste des 43 anciens cantons du département du Var, par arrondissement :
- arrondissement de Brignoles (9 cantons - sous-préfecture : Brignoles) :
canton d'Aups - canton de Barjols - canton de Besse-sur-Issole - canton de Brignoles - canton de Cotignac - canton de Rians - canton de la Roquebrussanne - canton de Saint-Maximin-la-Sainte-Baume - canton de Tavernes

- arrondissement de Draguignan (12 cantons - sous-préfecture : Draguignan) :
canton de Callas - canton de Comps-sur-Artuby - canton de Draguignan - canton de Fayence - canton de Fréjus - canton de Grimaud - canton de Lorgues - canton du Luc - canton du Muy - canton de Saint-Raphaël - canton de Saint-Tropez - canton de Salernes

- arrondissement de Toulon (22 cantons - préfecture : Toulon) :
canton du Beausset - canton de Collobrières - canton de la Crau - canton de Cuers - canton de la Garde - canton d'Hyères-Est - canton d'Hyères-Ouest - canton d'Ollioules - canton de Saint-Mandrier-sur-Mer - canton de la Seyne-sur-Mer - canton de Six-Fours-les-Plages - canton de Solliès-Pont - canton de Toulon-1 - canton de Toulon-2 - canton de Toulon-3 - canton de Toulon-4 - canton de Toulon-5 - canton de Toulon-6 - canton de Toulon-7 - canton de Toulon-8 - canton de Toulon-9 - canton de la Valette-du-Var

#### Homonymies
Il n'y a pas d'homonymie pour les cantons de Rians, Saint-Raphaël et la Garde, mais les communes chefs-lieux ont chacune un ou plusieurs homonymes exacts ou partiels.

### Redécoupage cantonal de 2014
Dans la poursuite de la réforme territoriale engagée en 2010, l'Assemblée nationale adopte définitivement le 17 avril 2013 la réforme du mode de scrutin pour les élections départementales destinée à garantir la parité hommes/femmes. Les lois (loi organique 2013-402 et loi 2013-403) sont promulguées le 17 mai 2013. Un nouveau découpage territorial est défini par décret du 27 février 2014 pour le département du Var. Celui-ci entre en vigueur lors du premier renouvellement général des assemblées départementales suivant la publication du décret, prévu en mars 2015. Les conseillers départementaux sont élus au scrutin majoritaire binominal mixte. Les électeurs de chaque canton éliront au Conseil départemental, nouvelle appellation des Conseils généraux, deux membres de sexe différent, qui se présenteront en binôme de candidats. Les conseillers départementaux seront élus pour 6 ans au scrutin binominal majoritaire à deux tours, l'accès au second tour nécessitant 10 % des inscrits au 1er tour. En outre la totalité des conseillers départementaux est renouvelée.
Ce nouveau mode de scrutin nécessite un redécoupage des cantons dont le nombre est divisé par deux avec arrondi à l'unité impaire supérieure si ce nombre n'est pas entier impair et avec des conditions de seuils minimaux. Dans le Var le nombre de cantons passe ainsi de 43 à 23.
Les critères du remodelage cantonal sont les suivants : le territoire de chaque canton doit être défini sur des bases essentiellement démographiques, le territoire de chaque canton doit être continu et les communes de moins de 3 500 habitants sont entièrement comprises dans le même canton. Il n’est fait référence, ni aux limites des arrondissements, ni à celles des circonscriptions législatives.
Conformément à de multiples décisions du Conseil constitutionnel depuis 1985 et notamment  sa décision no 2010-618 DC du 9 décembre 2010,  il est admis que le principe d’égalité des électeurs au regard des critères démographiques est respecté lorsque le ratio conseiller/habitant de la circonscription est compris dans une fourchette de 20 % de part et d'autre du ratio moyen conseiller/habitant du département. Pour le département du Var, la population de référence est la population légale en vigueur au 1er janvier 2013, à savoir la population millésimée 2010, soit 1 008 183 habitants. Avec 23 cantons la population moyenne par conseiller départemental est de 43 834 habitants. Ainsi la population de chaque nouveau canton doit-elle être comprise entre 35 067 habitants et 52 601 habitants pour respecter le principe de l'égalité citoyenne au vu des critères démographiques.

## Composition actuelle

### Composition détaillée
| N° | Nom du Canton                 | Bureau centralisateur         | Population (2022) | Nombre de communes entières   | Communes composant le canton |
| -- | ----------------------------- | ----------------------------- | ----------------- | ----------------------------- | --- |
| 1  | Brignoles                     | Brignoles                     | 41 474            | 12                            | Brignoles, La Celle, Carcès, Correns, Cotignac, Entrecasteaux, Montfort-sur-Argens, Rougiers, Saint-Antonin-du-Var, Tourves, Le Val, Vins-sur-Caramy. |
| 2  | La Crau                       | La Crau                       | 53 814            | 5 + fraction Hyères           | 1° Les communes suivantes : Bormes-les-Mimosas, La Crau, Le Lavandou, La Londe-les-Maures, Rayol-Canadel-sur-Mer. 2° La partie de la commune d'Hyères située au nord d'une ligne définie par l'axe des voies et limites suivantes : depuis la limite territoriale de la commune de Carqueiranne, route de la Benoîte, chemin du Col-de-Serre, route des Loubes, route départementale 276, rond-point Saint-Martin, chemin Saint-Jean, chemin du Rocher-Saint-Jean, rond-point du Maréchal-Juin, route départementale 276a, autoroute A 570 jusqu'au rond-point de la route de Toulon (route départementale 98), route de Toulon (route départementale 46, puis route départementale 554), avenue de Toulon (route départementale 554), allée de la Roche-Taillée, prolongement droit jusqu'au croisement du chemin de Beauvallon, ligne droite jusqu'au croisement entre l'impasse de Beauvallon et le chemin de Beauvallon-Haut, chemin de Beauvallon-Haut, chemin du Vieux-Château, montée de Noailles, rue Saint-Pierre, rue Barruc, rue Saint-Esprit, rue du Trou-de-la-Serre, sentier Saint-Pierre, montée de Noailles, avenue Paul-Long-Prolongée, boulevard Matignon, boulevard Frédéric-Mistral, traversée Frédéric-Mistral, boulevard Frédéric-Mistral, boulevard d'Orient, avenue du Général-Mangin, rue de Castelnau, avenue Alphonse-Denis, avenue du Quinzième-Corps, chemin de l'Excelsior, rue Eugène-Berre, avenue du Docteur-Zamenhof, impasse du Docteur-Zamenhof, ligne droite dans le prolongement de l'impasse du Docteur-Zamenhof jusqu'au chemin de l'Excelsior, chemin de l'Excelsior, chemin de Bellevue, allée Victor-Bellaguet, avenue de Rottweil, rue Guy-Couffe, chemin du Plan-du-Pont, traverse du Plan-du-Pont, ligne droite dans le prolongement de la traverse du Plan-du-Pont, cours du Gapeau, ligne droite perpendiculaire au cours du Gapeau dans l'axe du chemin du Vivier, route de Pierrefeu (route départementale 12), chemin du Moulin-du-Premier (route départementale 12), chemin des Bords-du-Gapeau, route départementale 98, chemin des Ourlèdes, chemin du Moulin-Premier (route départementale 559A), jusqu'à la limite territoriale de la commune de La Londe-les-Maures. |
| 3  | Draguignan                    | Draguignan                    | 47 384            | 2                             | Draguignan, Trans-en-Provence. |
| 4  | Flayosc                       | Flayosc                       | 34 707            | 34                            | Aiguines, Ampus, Artignosc-sur-Verdon, Aups, Bargème, Bargemon, La Bastide, Baudinard-sur-Verdon, Bauduen, Le Bourguet, Brenon, Callas, Châteaudouble, Châteauvieux, Claviers, Comps-sur-Artuby, Figanières, Flayosc, Fox-Amphoux, La Martre, Moissac-Bellevue, Montferrat, Montmeyan, La Motte, Régusse, La Roque-Esclapon, Salernes, Les Salles-sur-Verdon, Sillans-la-Cascade, Tavernes, Tourtour, Trigance, Vérignon, Villecroze. |
| 5  | Fréjus                        | Fréjus                        | 46 074            | fraction Fréjus               | Partie de la commune de Fréjus située au sud d'une ligne définie par l'axe des voies et limites suivantes : depuis la limite territoriale de la commune de Puget-sur-Argens, limite du lieudit Cure-Béasse (exclu), route départementale 4, rue des Combattants-d'Afrique-du-Nord, ligne droite perpendiculaire à l'intersection de l'autoroute A 8, cours du Gonfaron, cours du Reyan, ligne perpendiculaire au cours du Reyan jusqu'au rond-point à l'angle de l'avenue Pierre-Nieto et de la route départementale 37, route départementale 37, demi-échangeur de Fréjus-Est, cours du Reyan, cours du Gargalon, route départementale 637, route de Cannes (route départementale 7), avenue René-Couzinet, allée des Yuccas, ligne droite jusqu'à l'angle de l'allée des Cystes, ligne droite jusqu'à la route départementale 37, route départementale 37, avenue de l'Europe, avenue du Général-Callies, rond-point de Triberg-Claus-Blum, avenue du Général-Callies, rond-point de la Pagode, avenue du Général-Henri-Giraud, rue de la Montagne, rond-point du Docteur-Donnadieu, rue du Docteur-Donnadieu, rond-point, rue Jean-Giono, jusqu'à la limite territoriale de la commune de Saint-Raphaël. |
| 6  | La Garde                      | La Garde                      | 46 310            | 3                             | Carqueiranne, La Garde, Le Pradet. |
| 7  | Garéoult                      | Garéoult                      | 41 560            | 12                            | Camps-la-Source, Carnoules, Forcalqueiret, Garéoult, Mazaugues, Méounes-lès-Montrieux, Néoules, Pierrefeu-du-Var, Puget-Ville, Rocbaron, La Roquebrussanne, Sainte-Anastasie-sur-Issole. |
| 8  | Hyères                        | Hyères                        | 47 432            | fraction Hyères               | Partie de la commune d'Hyères non incluse dans le Canton de la Crau. |
| 9  | Le Luc                        | Le Luc                        | 40 797            | 11                            | Besse-sur-Issole, Cabasse, Le Cannet-des-Maures, Collobrières, Flassans-sur-Issole, La Garde-Freinet, Gonfaron, Le Luc, Les Mayons, Pignans, Le Thoronet. |
| 10 | Ollioules                     | Ollioules                     | 42 927            | 4                             | Bandol, Évenos, Ollioules, Sanary-sur-Mer. |
| 11 | Roquebrune-sur-Argens         | Roquebrune-sur-Argens         | 53 248            | 11                            | Bagnols-en-Forêt, Callian, Fayence, Mons, Montauroux, Puget-sur-Argens, Roquebrune-sur-Argens, Saint-Paul-en-Forêt, Seillans, Tanneron, Tourrettes. |
| 12 | Saint-Cyr-sur-Mer             | Saint-Cyr-sur-Mer             | 49 989            | 9                             | Le Beausset, La Cadière-d'Azur, Le Castellet, Nans-les-Pins, Plan-d'Aups-Sainte-Baume, Riboux, Saint-Cyr-sur-Mer, Saint-Zacharie, Signes. |
| 13 | Saint-Maximin-la-Sainte-Baume | Saint-Maximin-la-Sainte-Baume | 53 044            | 19                            | Artigues, Barjols, Bras, Brue-Auriac, Châteauvert, Esparron, Ginasservis, Ollières, Pontevès, Pourcieux, Pourrières, Rians, Saint-Julien, Saint-Martin-de-Pallières, Saint-Maximin-la-Sainte-Baume, Seillons-Source-d'Argens, Varages, La Verdière, Vinon-sur-Verdon. |
| 14 | Saint-Raphaël                 | Saint-Raphaël                 | 51 837            | 2 + fraction Fréjus           | 1° Les communes suivantes : Les Adrets-de-l'Estérel, Saint-Raphaël. 2° La partie de la commune de Fréjus non incluse dans le Canton de Fréjus. |
| 15 | Sainte-Maxime                 | Sainte-Maxime                 | 55 473            | 10                            | Cavalaire-sur-Mer, Cogolin, La Croix-Valmer, Gassin, Grimaud, La Môle, Le Plan-de-la-Tour, Ramatuelle, Saint-Tropez, Sainte-Maxime. |
| 16 | La Seyne-sur-Mer-1            | La Seyne-sur-Mer              | 53 062            | fraction La Seyne-sur-Mer     | Partie de la commune de La Seyne-sur-Mer située au nord d'une ligne définie par l'axe des voies et limites suivantes : depuis la limite territoriale de la commune de Six-Fours-les-Plages, chemin de Ferri, chemin des Barelles, route de Janas, cours d'eau, chemin de Fabregas-aux-Moulières, chemin de Fabregas, route départementale 816, chemin de l'Oide, chemin des Deux-Chênes, chemin des Plaines, route de Fabregas, rue du Lotissement « les Acacias », lotissement « les Acacias » jusqu'au croisement de l'avenue Auguste-Renoir, avenue Auguste-Renoir, rond-point, avenue Auguste-Renoir, rond-point du Docteur-Jean-Sauvet, avenue Auguste-Renoir, rond-point Salvador-Allende, avenue Pablo-Neruda, rond-point, avenue Fernand-Léger, avenue Noël-Verlaque, chemin de l'Evescat-aux-Sablettes, avenue Henri-Guillaume, chemin de l'Evescat, chemin de l'Evescat-au-Fort-Caire, avenue du Général-Carmille, avenue Auguste-Plane, jusqu'au littoral. |
| 17 | La Seyne-sur-Mer-2            | La Seyne-sur-Mer              | 52 750            | 2 + fraction La Seyne-sur-Mer | 1° Les communes suivantes : Six-Fours-les-Plages, Saint-Mandrier-sur-Mer. 2° La partie de la commune de La Seyne-sur-Mer non incluse dans le Canton de la Seyne-sur-Mer-1. |
| 18 | Solliès-Pont                  | Solliès-Pont                  | 45 802            | 6                             | Belgentier, Cuers, La Farlède, Solliès-Pont, Solliès-Toucas, Solliès-Ville. |
| 19 | Toulon-1                      | Toulon                        | 52 697            | fraction Toulon               | Partie de la commune de Toulon située au sud d'une ligne définie par l'axe des voies et limites suivantes : depuis la limite territoriale de la commune d'Ollioules, ligne de chemin de fer longeant l'emprise de la base navale de Toulon, cours du Las, avenue Aristide-Briand, autoroute A 50, avenue des Fusiliers-Marins, avenue du Quinzième-Corps, avenue du Ier-Bataillon-de-Choc, rue Serre, rue de Lyon, boulevard du Docteur-François-Fénelon, rue Curie, rue Sagnes, rue Gorlier, place Martin-Bidoure, rue Bossuet, place Parmentier, rue Bossuet, rue Lacordaire, boulevard Flamenq, voie de chemin de fer, pont Louis-Armand, avenue de la Victoire-du-8-Mai-1945, rue Alexandre-Borelly, chemin de Ronde, rue Francis-Garnier, corniche Marius-Escartefigue, route du Faron, passage Michel-Berthèle, avenue du Val-Fleuri, avenue de Siblas, boulevard Raynouard, avenue du Vert-Coteau, rue Cap-Aniort, rue du Commandant-Morazzani, voie de chemin de fer, boulevard des Acacias, rue Bernard-Palissy, rue du Général-Caillet, boulevard du Maréchal-Joffre, rue Brusquet, avenue Benoît-Malon, avenue d'Orient, croisement entre l'avenue d'Orient et la rue de Suez, ligne droite jusqu'à l'avenue du Général-Weygand, avenue Alphonse-Juin, boulevard Léon-Bourgeois, rue de l'Amiral-Nomy, rond-point Henri-Fabre, avenue du 3e-Régiment-de-Tirailleurs-Algériens, quai Marcel-Pagnol, avenue Pierre-Loti, avenue du 21e-Régiment-d'Infanterie-Coloniale, avenue du Maréchal-de-Lattre-de-Tassigny, place du Docteur-Horace-Cristol, boulevard Bazeilles, rue Marius-Lazare-Riolfo, rue du Président-Robert-Schuman, rue Marc-Baron, rue du Commandant-Infernet, place du Commandant-Pascal-Laurenti, rue du Commandant-Infernet, allée du Lieutenant-Colonel-Carmi, avenue du Maréchal-de-Lattre-de-Tassigny, rue de l'Amiral-Jaujard, place Louis-Pasteur, rue Léon-Reboul, rond-point du Général-Bonaparte, avenue de la République, ligne droite passant par l'extrémité du quai de la Sinse, jusqu'au littoral. |
| 20 | Toulon-2                      | Toulon                        | 45 864            | fraction Toulon               | Partie de la commune de Toulon située à l'ouest d'une ligne définie par l'axe des voies et limites suivantes depuis la limite territoriale de la commune de La Seyne-sur-Mer, ligne de chemin de fer, cours du Las, avenue Aristide-Briand, autoroute A 50, avenue des Fusiliers-Marins, avenue du Quinzième-Corps, avenue du Ier-Bataillon-de-Choc, rue Serre, rue de Lyon, boulevard du Docteur-François-Fénelon, rue Curie, rue Sagnes, rue Gorlier, place Martin-Bidoure, rue Bossuet, place Parmentier, rue Bossuet, rue Lacordaire, boulevard Flamenq, voie de chemin de fer, pont Louis-Armand, avenue Emile-Vincent, rue Adolphe-Bony, rue de l'Amiral-Emeriau, rue Amable-Mabily, rue Sainte-Rose, avenue de Valbourdin, boulevard Bianchi, impasse de la Valbourdine, ligne droite jusqu'au chemin du Fort-Rouge, route du Faron, ligne droite passant au nord du fort Saint-Antoine jusqu'au croisement de l'avenue des Moulins, chemin du Béal jusqu'au croisement de la rue Louis-Braille, ligne droite jusqu'au chemin du Jonquet, boulevard de l'Ingénieur-Bonnier, chemin de Rigoumel, rue Antoine-Groignard, avenue des Fils-Marescot, chemin du Baou-de-Quatro-Ouro, cours d'eau, ligne droite prolongeant le cours d'eau jusqu'au chemin de la Majourane, avenue du Chêne-Vert, ligne droite dans le prolongement de l'avenue du Chêne-Vert jusqu'à l'allée du Val-Doux, ligne droite jusqu'à l'extrémité du chemin des Bonnes-Herbes, ligne droite jusqu'aux limites territoriales des communes d'Ollioules et d'Evenos. |
| 21 | Toulon-3                      | Toulon                        | 54 601            | 2 + fraction Toulon           | 1° Les communes suivantes : La Valette-du-Var, Le Revest-les-Eaux. 2° La partie de la commune de Toulon située au nord d'une ligne définie par l'axe des voies et limites suivantes : depuis les limites territoriales des communes d'Ollioules et d'Evenos, ligne droite jusqu'à l'extrémité du chemin des Bonnes-Herbes, ligne droite depuis l'allée du Val-Doux dans le prolongement de l'avenue du Chêne-Vert jusqu'à l'avenue du Chêne-Vert, avenue du Chêne-Vert, ligne droite tracée depuis le chemin de la Majourane jusqu'au cours d'eau, dans le prolongement du cours d'eau, cours d'eau, chemin du Baou-de-Quatro-Ouro, avenue des Fils-Marescot, rue Antoine-Groignard, chemin de Rigoumel, boulevard de l'Ingénieur-Bonnier, chemin du Jonquet, rue Louis-Braille, avenue des Moulins, ligne droite passant au nord du fort Saint-Antoine jusqu'au chemin du Fort-Rouge, route du Faron, impasse Valbourdine, boulevard Bianchi, avenue de Valbourdin, rue Sainte-Rose, rue Amable-Mabily, rue de l'Amiral-Emeriau, rue Adolphe-Bony, avenue de la Victoire-du-8-Mai-1945, rue Alexandre-Borelly, chemin de Ronde, rue Francis-Garnier, corniche Marius-Escartefigue, route du Faron, passage Michel-Berthèle, avenue du Val-Fleuri, avenue de Siblas, boulevard Raynouard, avenue du Vert-Coteau, rue Cap-Aniort, rue du Commandant-Morazzani, ligne de chemin de fer à partir de l'extrémité de la rue du Commandant-Morazzani, boulevard de l'Abbé-Duployé, avenue Joseph-Louis-Ortolan, croisement de la corniche Marius-Escartefigue et prolongement jusqu'à l'ancien chemin de la Valette, ancien chemin de la Valette, jusqu'à la limite territoriale de la commune de La Valette-du-Var. |
| 22 | Toulon-4                      | Toulon                        | 55 378            | fraction Toulon               | Partie de la commune de Toulon non incluse dans les Cantons de Toulon-1, 2 et 3 |
| 23 | Vidauban                      | Vidauban                      | 42 140            | 5                             | Les Arcs, Lorgues, Le Muy, Taradeau, Vidauban. |
|    |                               |                               | 1 108 364         | 153                           | |

### Répartition par arrondissement
Contrairement à l'ancien découpage où chaque canton était inclus à l'intérieur d'un seul arrondissement, le nouveau découpage territorial s'affranchit des limites des arrondissements. Certains cantons peuvent être composés de communes appartenant à des arrondissements différents. Dans le département du Var, c'est le cas de six cantons (Brignoles, La Crau, Flayosc, Garéoult, Le Luc et Saint-Cyr-sur-Mer).
Le tableau suivant présente la répartition par arrondissement :
| N° | Canton                        | Draguignan | Toulon                | Brignoles | Total                 |
| -- | ----------------------------- | ---------- | --------------------- | --------- | --------------------- |
| 1  | Brignoles                     | 1          |                       | 11        | 12                    |
| 2  | La Crau                       | 1          | 4 + fraction Hyères   |           | 5 + fraction Hyères   |
| 3  | Draguignan                    | 2          |                       |           | 2                     |
| 4  | Flayosc                       | 20         |                       | 14        | 34                    |
| 5  | Fréjus                        | 1          |                       |           | 1                     |
| 6  | La Garde                      |            | 3                     |           | 3                     |
| 7  | Garéoult                      |            | 1                     | 11        | 12                    |
| 8  | Hyères                        |            | fraction Hyères       |           | fraction Hyères       |
| 9  | Le Luc                        | 1          | 1                     | 9         | 11                    |
| 10 | Ollioules                     |            | 4                     |           | 4                     |
| 11 | Roquebrune-sur-Argens         | 11         |                       |           | 11                    |
| 12 | Saint-Cyr-sur-Mer             |            | 6                     | 3         | 9                     |
| 13 | Saint-Maximin-la-Sainte-Baume |            |                       | 19        | 19                    |
| 14 | Saint-Raphaël                 | 2          |                       |           | 2                     |
| 15 | Sainte-Maxime                 | 10         |                       |           | 10                    |
| 16 | La Seyne-sur-Mer-1            |            | fraction La Seyne     |           | fraction La Seyne     |
| 17 | La Seyne-sur-Mer-2            |            | 2 + fraction La Seyne |           | 2 + fraction La Seyne |
| 18 | Solliès-Pont                  |            | 6                     |           | 6                     |
| 19 | Toulon-1                      |            | fraction Toulon       |           | fraction Toulon       |
| 20 | Toulon-2                      |            | fraction Toulon       |           | fraction Toulon       |
| 21 | Toulon-3                      |            | 2 + fraction Toulon   |           | 2 + fraction Toulon   |
| 22 | Toulon-4                      |            | fraction Toulon       |           | fraction Toulon       |
| 23 | Vidauban                      | 5          |                       |           | 5                     |
|    |                               | 54         | 32                    | 67        | 153                   |